# Рымнику-Сэрат

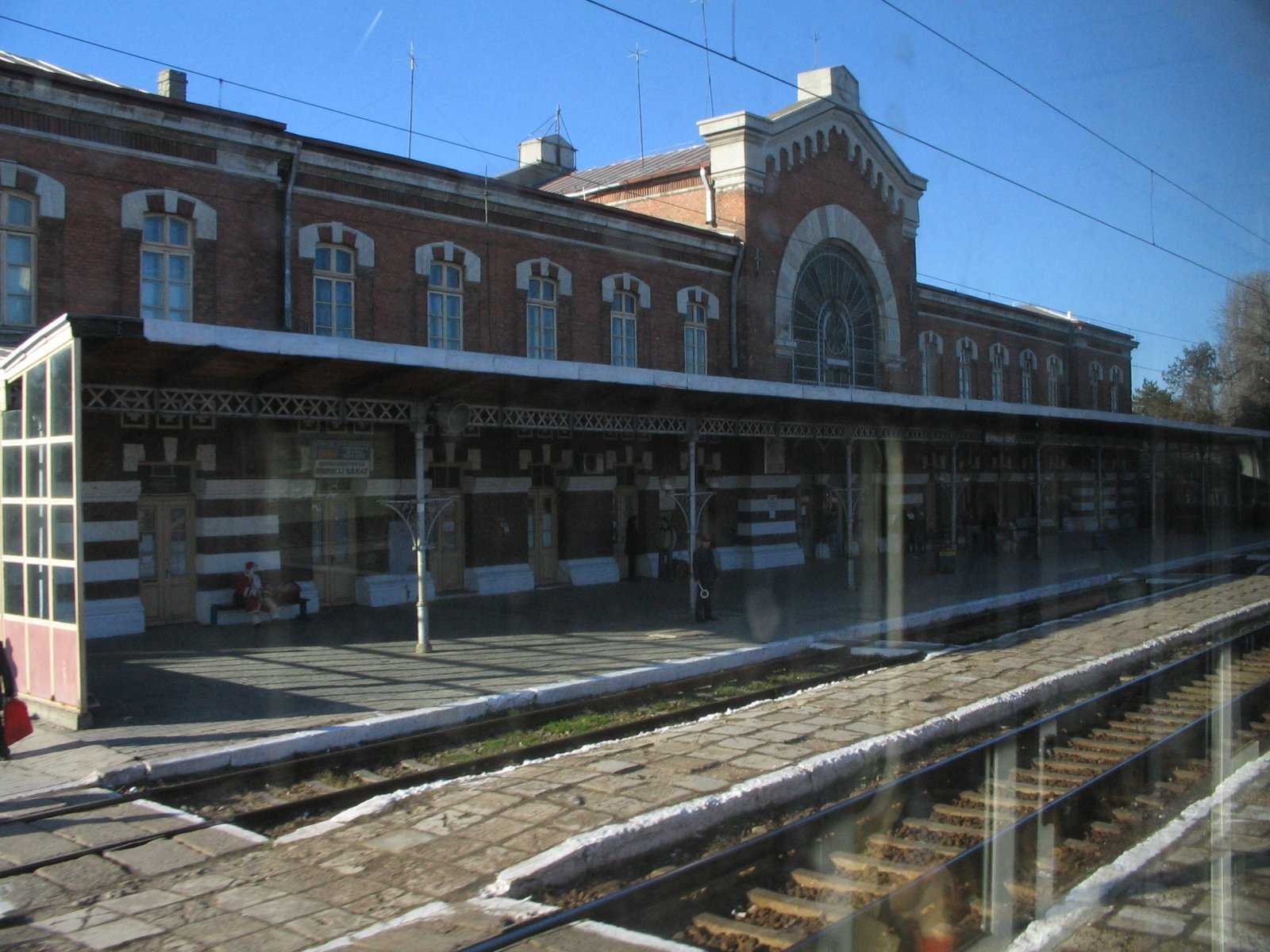
Железнодорожный вокзал

Ры́мнику-Сэра́т (рум. Râmnicu Sărat) — город на реке Рымник в жудеце Бузэу, в Румынии. Местное самоуправление существует с 1439 года. 21 декабря 1994 года город отпраздновал своё 555-летие.

## География
Город находится на болотистой равнине, зажатой с востока отрогами Карпатских гор, а с запада — сельхозугодьями южной Молдавии. В горах добываются соль и нефть. Также город является значительным центром торговли сельскохозяйственной продукцией и мясом.

## Население
- 1900: 13 134, из которых 1 500 евреев[4]
- 1974: 27 400
- 2000: 38 805
- 2004: 40 172
- 2007: 39 950

## История
В 1434 и 1573 годах Рымнику-Сэрат был ареной сражений между валахами и молдаванами, а в 1634 — между валахами и османами.
11 (22) сентября 1789 во время русско-турецкой войны 1787—1792 гг. в 30 км севернее города произошла битва на реке Рымник, в которой семитысячная русская и восемнадцатитысячная австрийская армии под общим командованием Александра Суворова наголову разбили стотысячную османскую армию. За это сражение Суворов получил титул «Граф Рымникский».
В 1854 году город был почти полностью уничтожен пожаром, но затем был восстановлен.
В 1907 году, во время крестьянского восстания город был атакован отрядами повстанцев.
27 августа 1944 года в ходе Ясско-Кишиневской операции Великой Отечественной войны город был освобождён частями Красной Армии Второго Украинского Фронта.
C 1947 по 1962 год в городе существовала тюрьма, в которой находились в заключении многие представители бывшей румынской элиты.
В 1980 году через город проходил путь Олимпийского огня в Москву.